# Almont (Dakota del Nord)
Almont és una població dels Estats Units a l'estat de Dakota del Nord. Segons el cens del 2000 tenia 89 habitants.

## Demografia
Segons el cens del 2000, Almont tenia 89 habitants, 43 habitatges, i 22 famílies. La densitat de població era de 13,1 hab./km².
Dels 43 habitatges en un 25,6% hi vivien nens de menys de 18 anys, en un 44,2% hi vivien parelles casades, en un 4,7% dones solteres, i en un 48,8% no eren unitats familiars. En el 44,2% dels habitatges hi vivien persones soles el 23,3% de les quals corresponia a persones de 65 anys o més que vivien soles. El nombre mitjà de persones vivint en cada habitatge era de 2,07 i el nombre mitjà de persones que vivien en cada família era de 3.
Per edats la població es repartia de la següent manera: un 24,7% tenia menys de 18 anys, un 5,6% entre 18 i 24, un 28,1% entre 25 i 44, un 23,6% de 45 a 60 i un 18% 65 anys o més.
L'edat mediana era de 40 anys. Per cada 100 dones de 18 o més anys hi havia 86,1 homes.
La renda mediana per habitatge era de 25.625 $ i la renda mediana per família de 30.625 $. Els homes tenien una renda mediana de 24.375 $ mentre que les dones 15.000 $. La renda per capita de la població era de 13.761 $. Cap de les famílies i el 6,4% de la població estaven per davall del llindar de pobresa.

## Poblacions més properes
El següent diagrama mostra les poblacions més properes.